# Turones
El Turones (en portugués: ribeira de Tourões) es un río de la península ibérica afluente del Águeda por su margen izquierda.
Su curso fluvial establece la frontera natural entre España y Portugal en la provincia de Salamanca y el distrito de Guarda, desde la desembocadura del río en el Águeda, cerca de La Bouza, hasta un punto intermedio entre las localidades de São Pedro de Rio Seco y La Alameda de Gardón.